# マリア・テレーザ・アニェージ

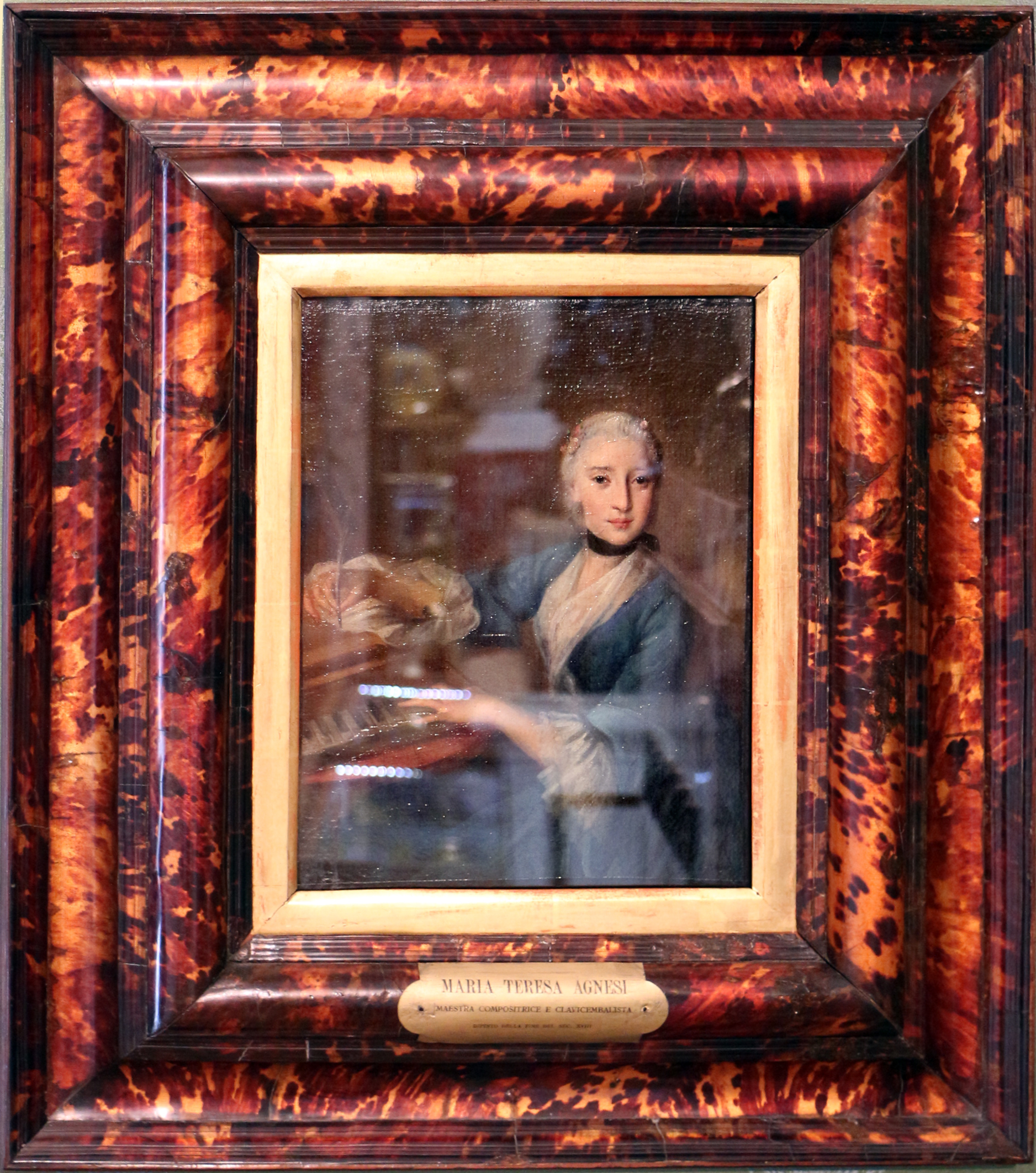
マリア・テレーザ・アニェージ

マリア・テレーザ・アニェージ（Maria Teresa Agnesi, 1720年10月17日 - 1795年1月19日）は、イタリアの女性作曲家、チェンバロ奏者、歌手。現在作品として、鍵盤楽器曲や歌曲が残っている。ミラノ生まれ。姉は数学者として有名になったマリア・ガエターナ・アニェージである。父ピエトロは身分は低いながら富豪で、一族を名門とすべく子供たちに英才教育を施したといわれる。しかしマリア・テレーザの学歴、経歴はほとんど不明で、ほとんどの作品も正確な作曲年代がわからない。1752年アントニオ・ピノッティーニと結婚した。

## 来歴
父ピエトロ・アニェージはミラノの裕福な絹商人で、豪勢な屋敷で地元の上流人士のための宴を頻繁に開いた。サロンで人気を集めたのが10歳にもならない二人の娘、マリア・ガエターナとマリア・テレーザだった。18世紀、賓客の前で子どもたちに何かを演じさせるのは定番のもてなしだった。マリア・テレーザはハープシコードで自作の曲を演奏し、マリア・ガエターナは諸国の言葉の詩や小話をラテン語に訳して暗唱した。